# Hugues de Lédignan
Ne doit pas être confondu avec Lédignan.
Hugues de Lédignan est un prélat du Moyen Âge, trente-quatrième évêque connu de Nîmes de 1207 à 1209.

## Éléments biographiques
Selon Léon Ménard, Hugues de Lédignan est d'abord le prévôt de Nîmes. Il succède comme évêque de Nîmes à Guillaume II d'Uzès en 1207. Cette même année, il approuve le nouveau règlement d'élection des consuls.
Il assiste en juin 1209 à l'absolution de Raymond VI de Toulouse par le légat du pape, dans l'abbatiale de Saint-Gilles. Hugues de Lédignan participe à la même époque au troisième concile de Saint-Gilles.
Il prend part la même année à la croisade contre les Albigeois. En 1210, un autre évêque lui a succédé, probablement Rodolfe.